# 9527 Sherrypervan
9527 Sherrypervan este o planetă minoră (asteroid), cu un diametru de 4,8 km, din centura de asteroizi. A fost descoperită pe 3 martie 1981 la Observatorul Siding Spring de Schelte J. Bus. 
Obiectul prezintă o orbită caracterizată de o semiaxă mare de 2,4260338 UAi, o excentricitate de 0,12, o înclinație de 1,06083 ° în raport cu ecliptica.